# 情牽百子櫃
《情牽百子櫃》（英語：A Herbalist Affair）是香港無綫電視翡翠台的時裝劇集，於2002年3月11日首播，由郭晉安、佘詩曼及吳美珩領銜主演，並由高雄、胡楓、盧宛茵、李浩林及雪梨聯合演出，共20集，監製林志華。主題曲《苦口良藥》由許志安、陳慧珊主唱。此劇於2006年4月重播。該劇以中藥作背景，部份外景遠赴上海拍攝。

## 演員表

### 張家
| 演員   | 角色   | 關係／暱稱 |
| 胡 楓  | 張時生 | 張懷安之父 張大珊、張二輝、谷一宵之爺爺                                                                             |
| 高 雄  | 張懷安 | 張時生之子 谷麗莎之前情夫，後追求她 張大珊、張二輝、谷一宵之父                                                      |
| 雪 梨  | 張大珊 | 張時生之孫女 張懷安之女 張二輝之家姐 谷一宵同父異母之家姐                                                           |
| 郭晉安 | 張二輝 | 張二哥 張時生之孫 張懷安之子 張大珊之弟 谷一宵同父異母之兄 吳倩如之男友，後分手 姜心悅之男友 周志華之好友，被其背叛 |

### 吳家
| 演員   | 角色   | 關係／暱稱                                                                             |
| 洋     | 吳 星  | 同濟堂老闆 吳倩如之父 安芷東之夫                                                       |
| 陳嘉碧 | 安芷東 | 東姨、東姐姐 吳星之第二任妻子 吳倩如之繼母                                             |
| 佘詩曼 | 吳倩如 | Ruby、亞Bee 吳星之女 安芷東之繼女 張二輝之女友，後分手 姜心悅之好友兼情敵 鍾正龍之前妻 |

### 姜家
| 演員   | 角色   | 關係／暱稱                                              |
| 王 偉  | 姜鐵圖 | 保和堂老闆 姜心悅之父 谷麗莎好友                        |
| 吳美珩 | 姜心悅 | 姜鐵圖之女 吳倩如之好友兼情敵 馬達之前女友 張二輝之女友 |

### 谷家
| 演員   | 角色   | 關係／暱稱                                                                       |
| 盧宛茵 | 谷麗莎 | 張懷安之前情婦，後被其追求 谷一宵之母 房姣之奶奶 姜鐵圖好友                      |
| 李浩林 | 谷一宵 | 谷麗莎、張懷安之子 張時生之孫 張大珊、張二輝同父異母之弟 房姣之夫                |
| 姚瑩瑩 | 房 姣  | 姣姣 谷麗莎、張懷安之媳婦 谷一宵之妻 劉志威之女友，後分手 於第20集在車上緊急分娩 |

### 其他演員
| 演員   | 角色   | 關係／暱稱                                                    |
| 谷 峰  | 譚廣昌 | 谷一宵之拉麵師傅                                              |
| 陳國邦 | 周志華 | 腎華 張二輝之好友，後背叛他                                   |
| 魯振順 | 康 齊  | 齊天大聖                                                      |
| 郭耀明 | 鍾正龍 | 吳倩如之前夫 Ann之情夫                                        |
| 周家怡 | Betty  | 腎華之女友                                                    |
| 陳穎妍 | Ann    | 鍾正龍之前女友                                                |
| 郭文龍 | 馬 達  | 姜心悅之前男友                                                |
| 陳山聰 | 劉志威 | 房姣之男友，後分手 於第20集勒索谷一宵並挾持房姣，後被公安拘捕 |

## 外部連結
- 無綫電視官方網頁 - 情牽百子櫃